# Château de Bournazel
Pour les articles homonymes, voir Bournazel.
Le château de Bournazel est une demeure de plaisance de style Renaissance qui se dresse sur la commune française de Bournazel dans le département de l'Aveyron, en région Occitanie.

## Localisation
Le château est situé en bordure du village de Bournazel, dans le département français de l'Aveyron.

## Historique
Le château est construit par Jean de Buisson, soldat et fils de marchand, entre 1540 et 1560, sur une ancienne forteresse, qu'il tenait de sa femme, et dont il reste deux tours du XIIIe siècle. Familier de l'Italie, il fait appel au maître maçon Guillaume Lissorgues, dit « le Sourd », ami de Guillaume Philandrier, qui avait traduit Vitruve. La mort accidentelle, sur le chantier, de Lissorgues arrête la construction de la demeure, à moitié achevée. Sur le carré prévu initialement, seules deux ailes ont été construites.

### Famille de Mancip
- Pierre Mancip, fils d'un autre Pierre Mancip, bailli de Peyrusse, est anobli par le roi Philippe le Hardi. Il a pour fils :
  - Brenguier de Mancip, premier seigneur connu de Bournazel, attesté en 1341, seigneur aussi de Cassagnes-Comtaux. Lui-même a deux fils, qui reçoivent chacun l'une de ses deux seigneuries :
    - Jean de Mancip, qui forme la branche des seigneurs de Cassagnes-Comtaux et de Flars, qui se fondra en 1515 dans la famille de Cassagnes pour former la famille des seigneurs de Polminhac ;
    - Bertrand de Mancip, qui forme celle des seigneurs de Bournazel. De son mariage avec Adémare de Capdenac, il a deux filles et deux fils ;
- Gaspard de Mancip, seigneur de Bournazel, épouse Anne de Cardaillac, fille d'Astorg, seigneur de Lacapelle-Marival et de Catherine de Gimel, qui lui donne deux filles :
  - Françoise de Mancip, mariée à Antoine d'Albin, seigneur de Valzergues ;
  - Charlotte de Mancip, dame héritière de Bournazel, qui épouse vers 1530 Jean de Buisson.

### Famille de Buisson
- Jean de Buisson, est fils d'Hugues de Buisson (ou Boysson), changeur, capitoul de Toulouse pour La Daurade, et d'Hélix Boisse, elle aussi fille d'un capitoul. Il vend en 1535 l'hôtel particulier qu'il possède à Toulouse, pour s'établir à Bournazel. Il est capitaine de 50 hommes d'armes et est blessé le 14 avril 1544 de deux coups de pique à la bataille de Cérisoles, dans le Piémont, lors des guerres d'Italie. Il est fait chevalier de Saint-Michel, puis décide de se retirer à Bournazel et de faire bâtir un nouveau château.
- Antoine de Buisson de Bournazel, né en 1526, est sénéchal du Rouergue pour le roi. Lors des guerres de Religion, il assiège et reprend le château de Najac aux calvinistes. Il se marie deux fois, d'abord avec Marie de La Valette, dont il n'a pas d'enfants, ensuite avec Marguerite de Chaumeils, dame héritière de Caillac, fille de François, chevalier de Saint-Michel, et d'Hélène de Montamat. Il meurt le 5 juillet 1590 à Villefranche-de-Rouergue, en laissant trois fils de son second mariage :
  - François de Buisson, qui suit ;
  - Antoine de Buisson, seigneur de Caillac, qu'il fait rénover ;
  - Géraud de Buisson, lieutenant général au bailliage d'Aurillac.
- François de Buisson de Bournazel, gouverneur et sénéchal de Rouergue, est fait marquis de Bournazel. Il épouse en 1592 Florette de Morlhon, fille de Jean, seigneur de Sanvensa et de Marie de Saunhac de Belcastel, qui lui donne huit enfants, dont :
  - Jean de Buisson de Bournazel, deuxième marquis de Bournazel, seigneur de Belcastel, gouverneur et sénéchal de Rouergue, charge qu'il rachète 124 500 francs à la comtesse Anne de Noailles.
- Jean II de Buisson de Bournazel, élu, le 27 mars 1789, député de la noblesse aux États généraux par la sénéchaussée de Villefranche-de-Rouergue[4].

À la Révolution, le château est saccagé, puis abandonné. Au XIXe siècle, il est acquis par le comte de Marigny, à qui Viollet-le-Duc refuse des subventions publiques pour sa rénovation. Le château est déclassé des monuments historiques en 1888 et reclassé en 1942. Après avoir été la propriété de M. Guibert, gantier à Millau, il devient en 1949 une maison de repos pour les mineurs des houillères de Decazeville.

## Propriétaires actuels
Ses propriétaires actuels, Gérald et Martine Harlin, qui acquièrent le château en 2007, entreprennent une restauration comprenant la reconstruction complète de l'aile est (inspirée de celle de Fontainebleau ; elle avait brûlé en 1790), achevée, et de sa tour d'angle en style Renaissance pour redonner au château sa structure d'époque. Ils entreprennent ensuite la reconstruction de l'escalier monumental donnant sur le rez-de-jardin, les travaux étant prévus sur deux ans. Le visiteur découvrira un escalier Renaissance avec des voûtes en pierre, ainsi que des pièces meublées avec des peintures, tapisseries et objets d'arts, pourvues chacune d'une cheminée monumentale.
Le Grand Trophée de la restauration Dassault Histoire et Patrimoine 2021, organisé par la Fondation Mérimée, est décerné le 18 octobre 2021 au château de Bournazel et leurs propriétaires,,,,.

## Description
L'entrée du château est marquée par un porche à deux tours tronquées, qui est un vestige de l'ancienne enceinte du premier château médiéval. Cette enceinte couvrait une surface bien supérieure à celle du château actuel. Le château Renaissance que l'on peut voir aujourd'hui se présente sous la forme de deux corps de logis en L. La galerie, qui rappelle un arc de triomphe, est l'ancienne façade d'une aile démontée au XIXe siècle.
Après, on passe deux donjons monumentaux ouvrant sur la cour d'honneur.
Depuis les travaux des années 2000-2010, le château abrite une collection de peintures des XVIe – XVIIe siècles, du mobilier Renaissance, ainsi qu'une chapelle du XVIIe siècle dont le retable est l'œuvre de Claude Vignon. Des résidences d'artistes sont organisées ; un auditorium de 145 places est aménagé sous la cour d'honneur.

## Protection
Au titre des monuments historiques :
- le château fait l'objet d'un classement  par arrêté du 21 octobre 1942[15] ;
- le sol des parcelles de l'ancien jardin, avec les structures maçonnées et les vestiges d'aménagement hydraulique qu'elles renferment, font l'objet d'une inscription par arrêté du 14 février 2013[16],[17].

Depuis 2018, les jardins du château sont labellisés jardin remarquable.

## Visites
Le château est ouvert à la visite d'avril à fin octobre ainsi que toute l'année pour les groupes.

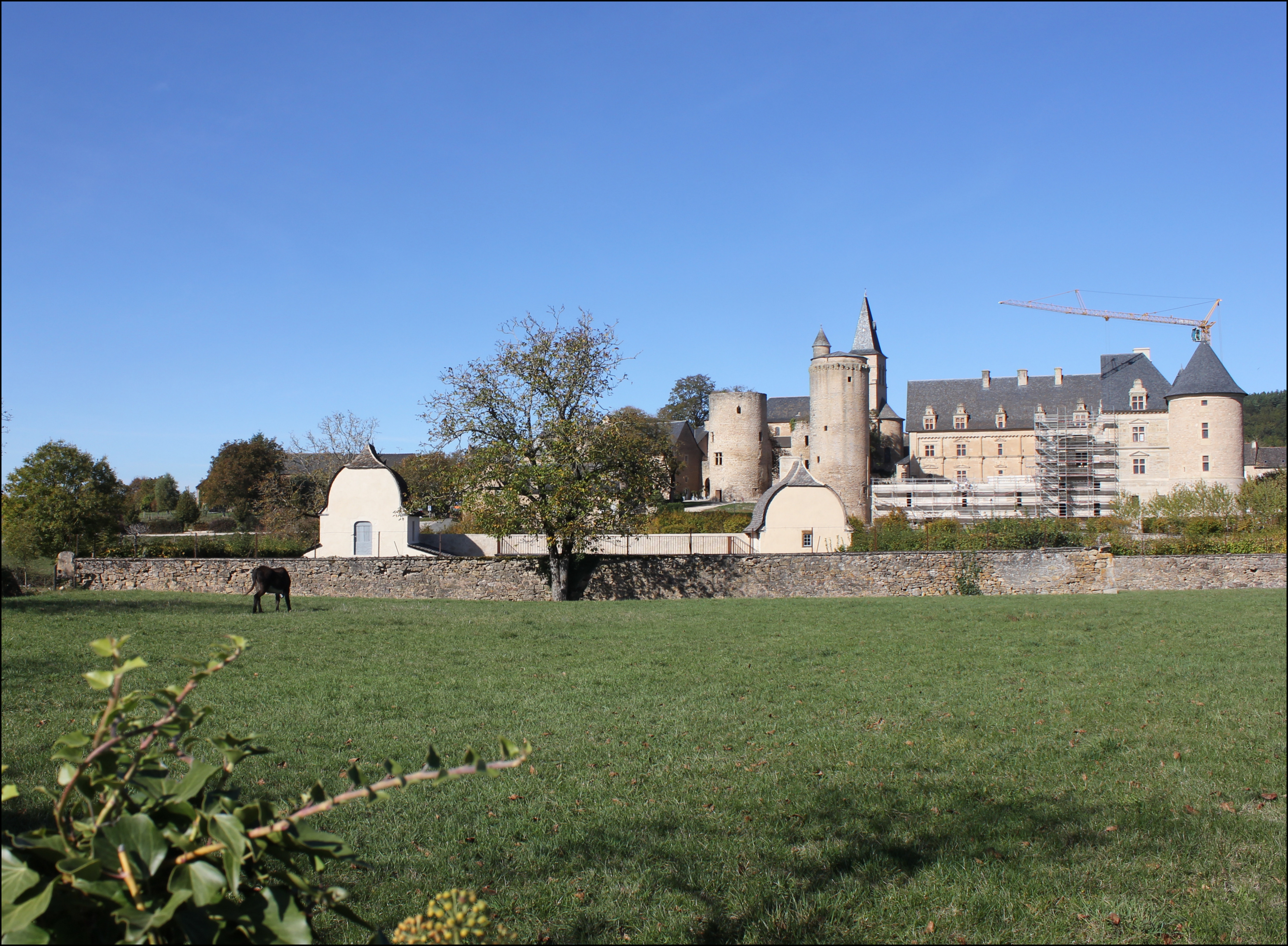
Vue générale sur le château.
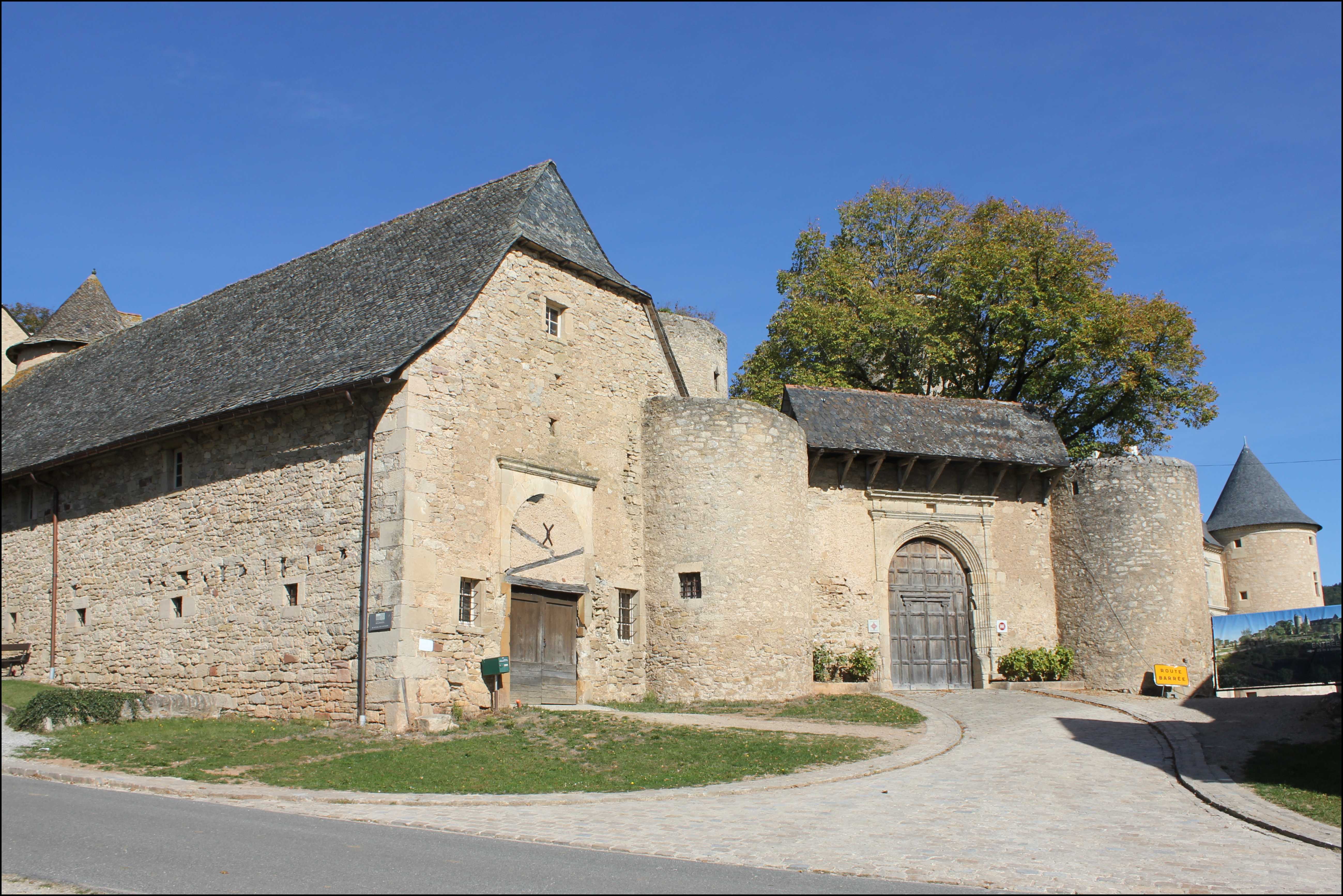
Entrée du château.
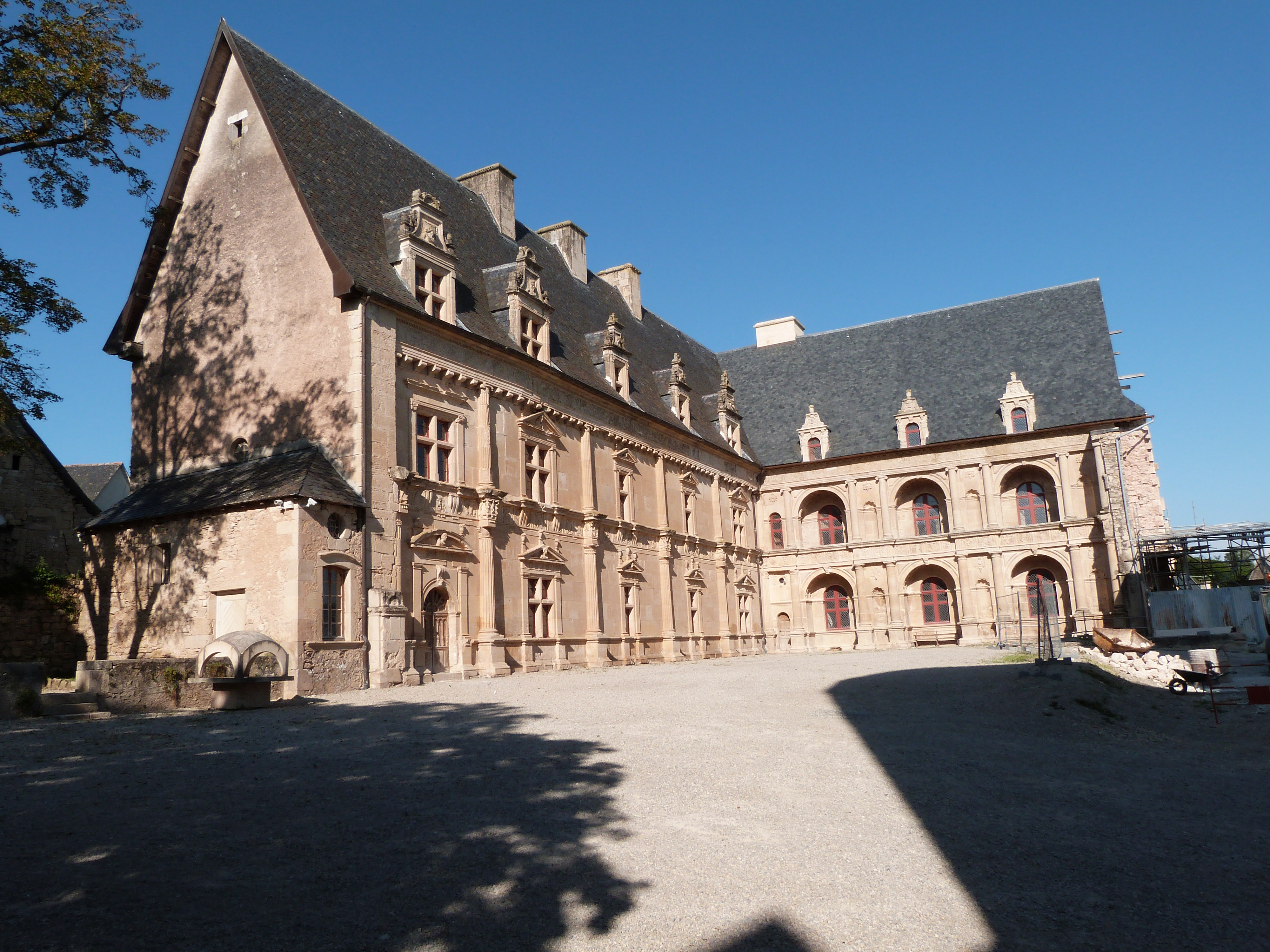
Façades côté cour.
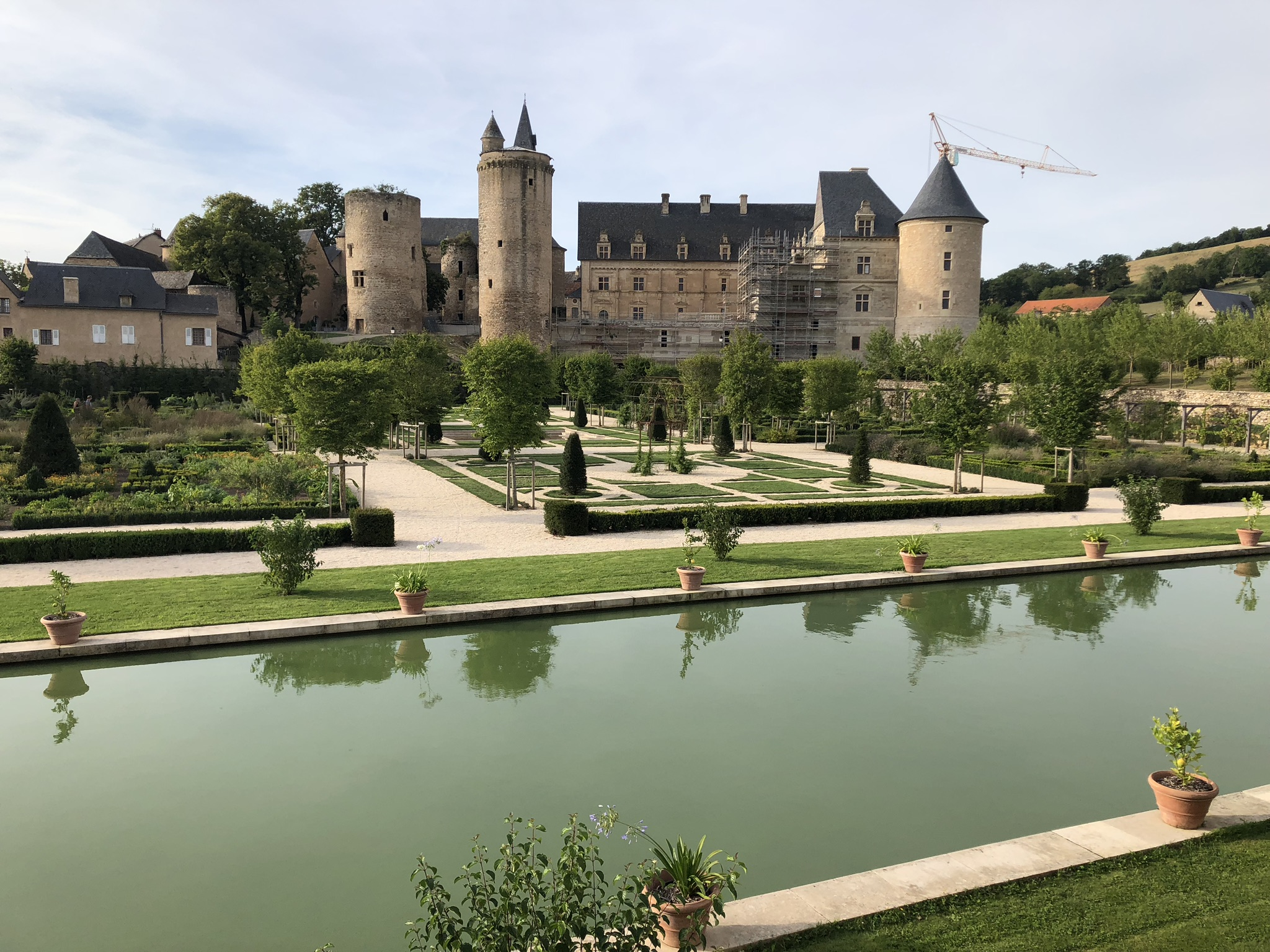
Jardins.

Décors Renaissance
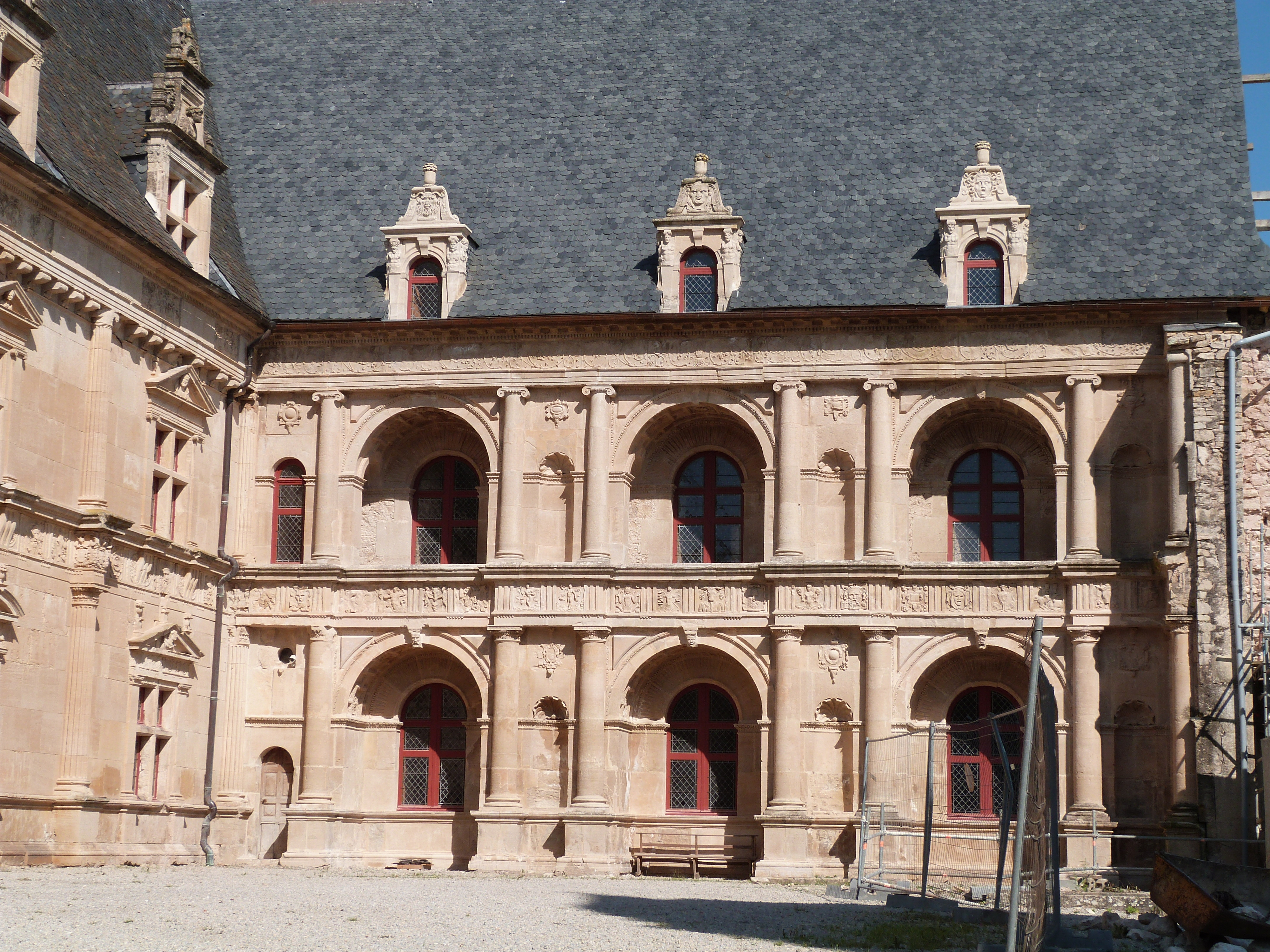
Façade de l'aile est du château, côté cour.
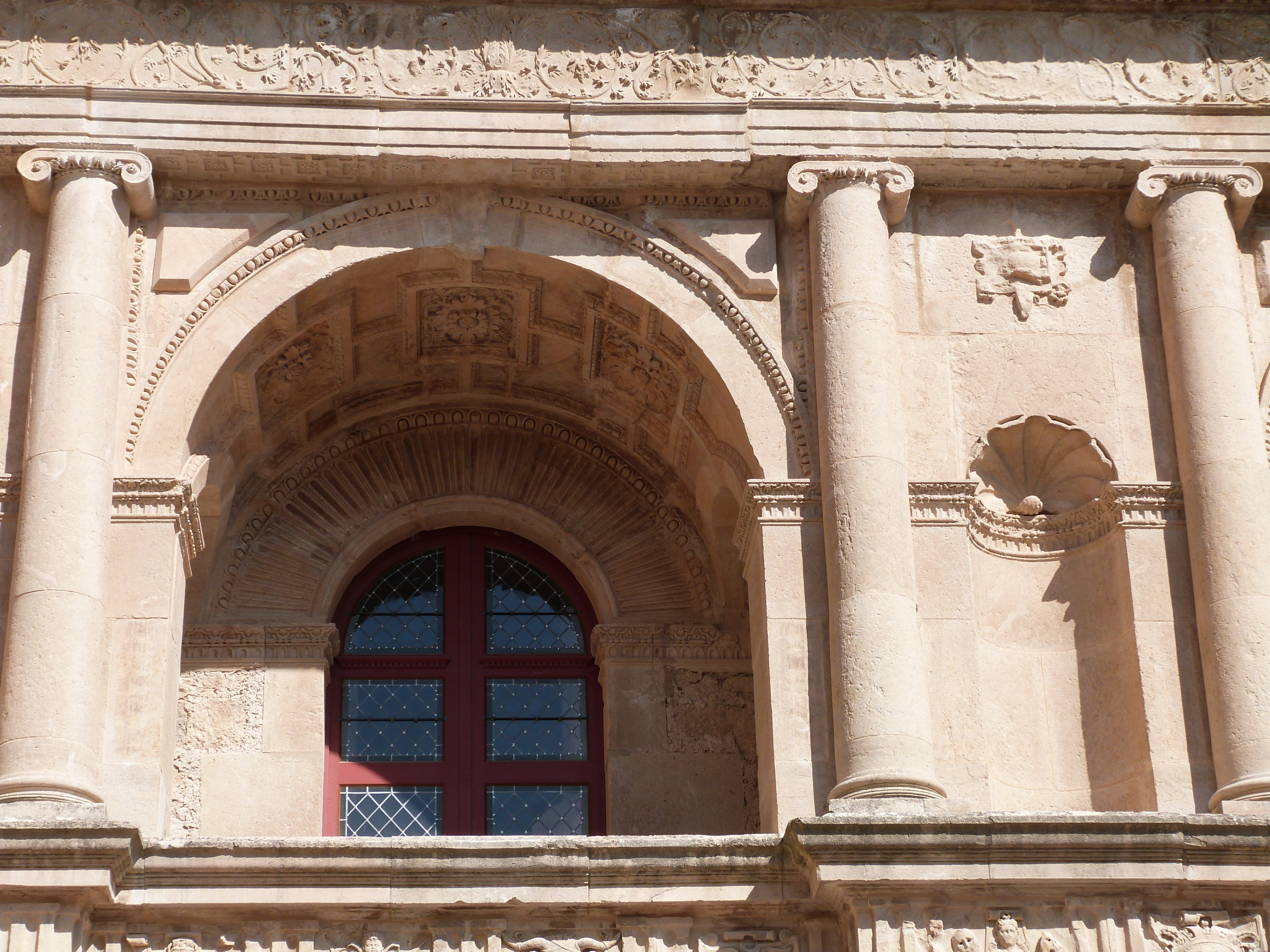
Accès à la galerie de la façade est.
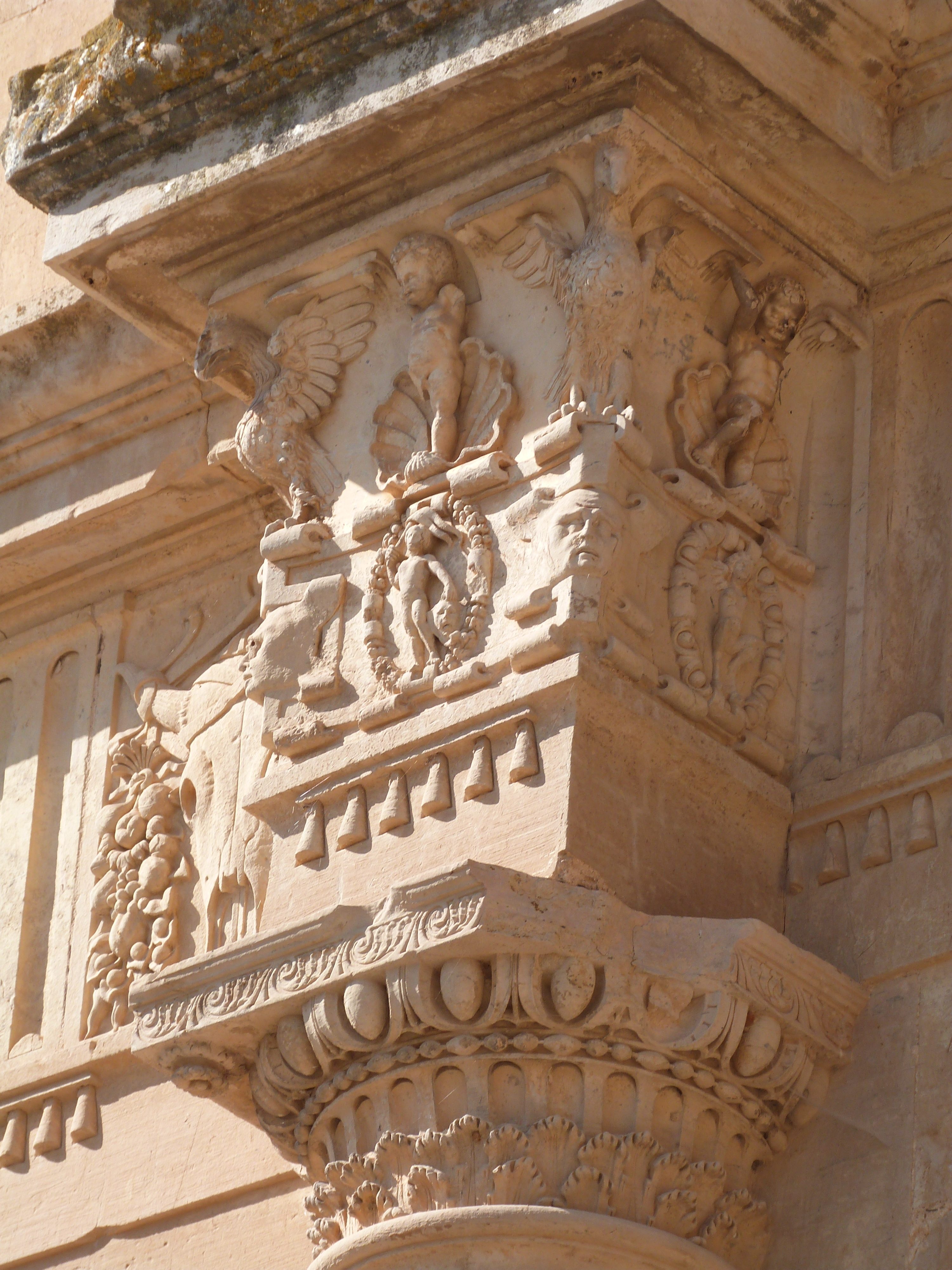
Chapiteau (façade aile nord).
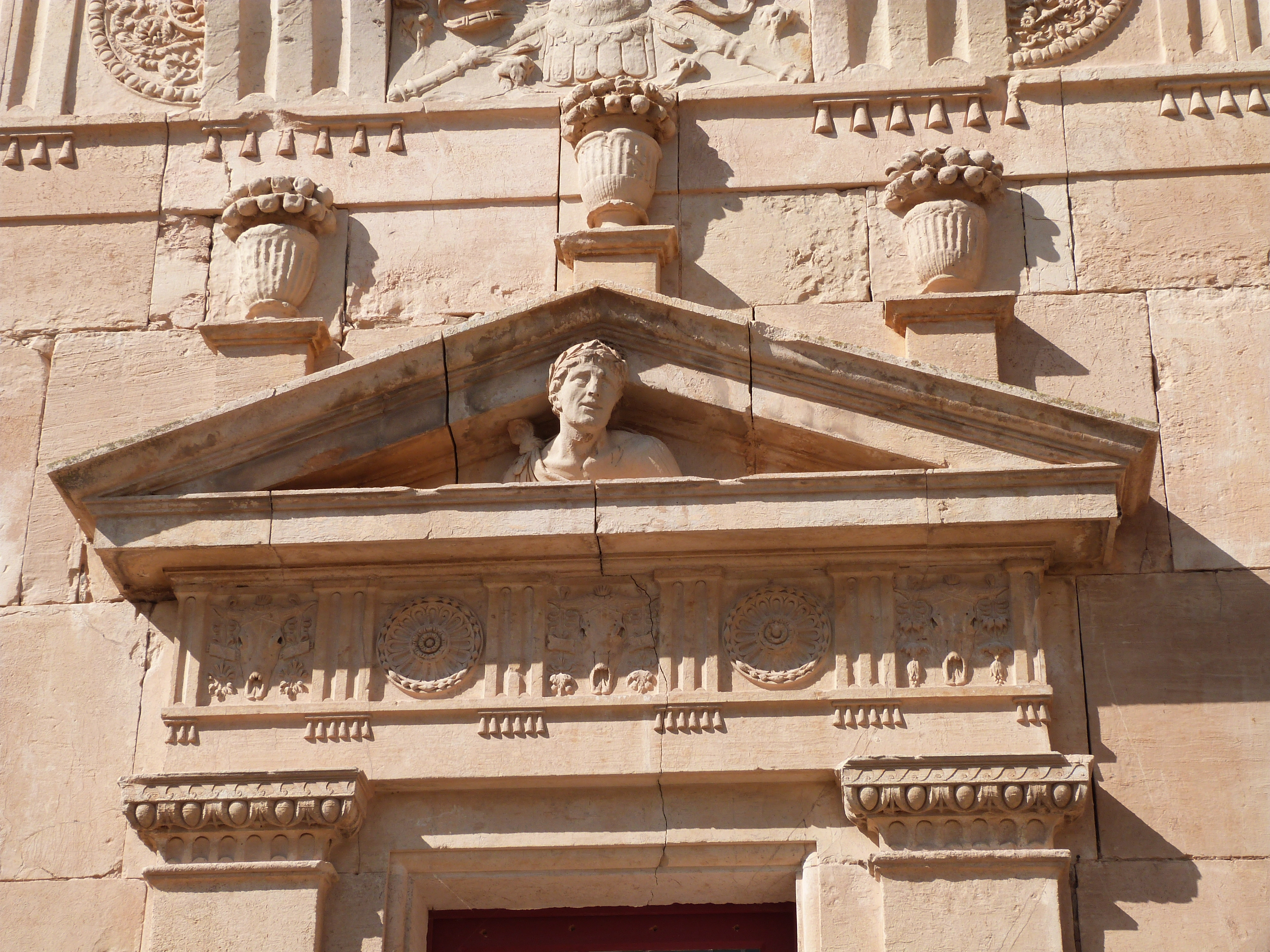
Fronton (aile nord).
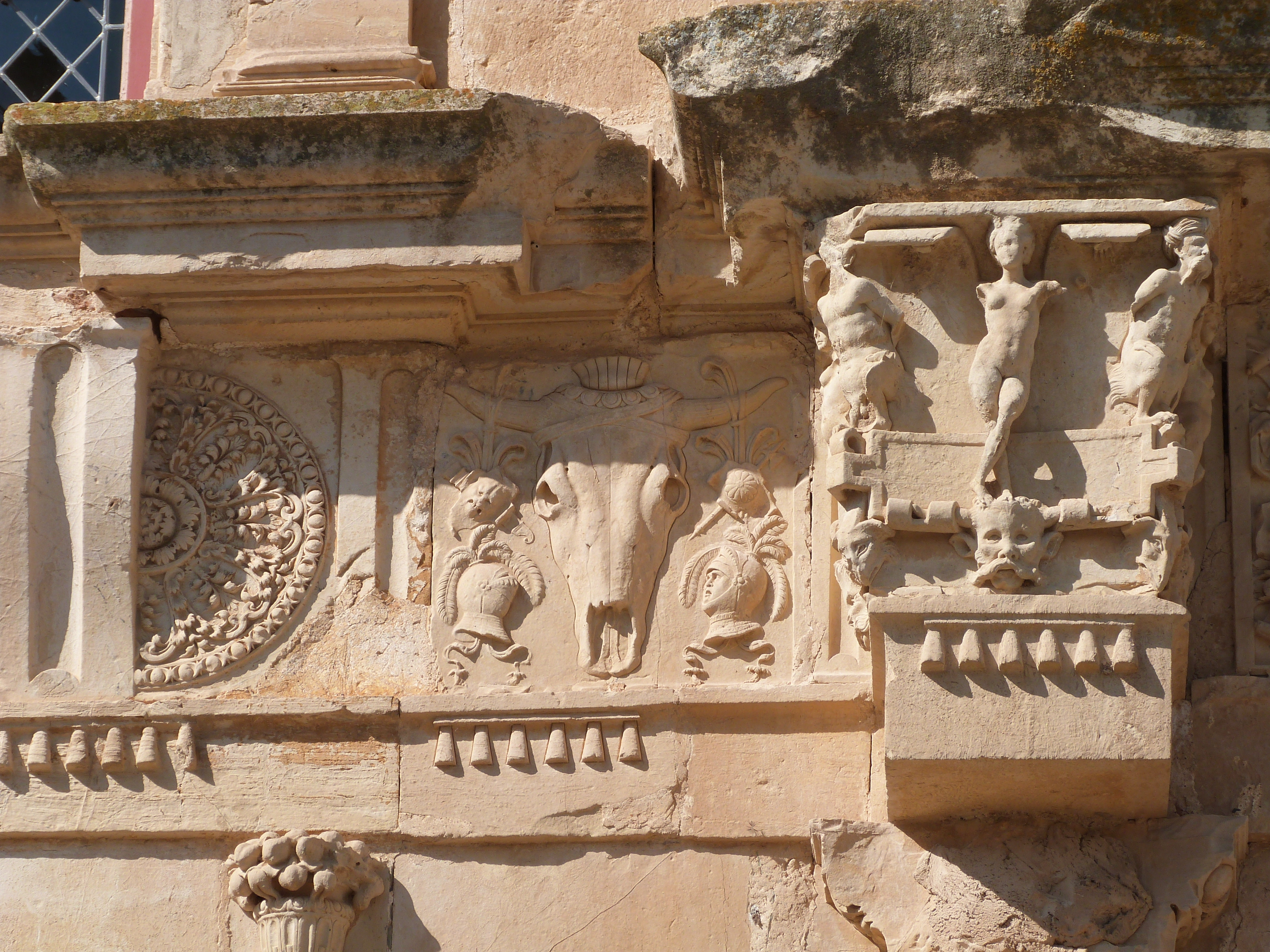
Frise avec bucrane (aile nord).
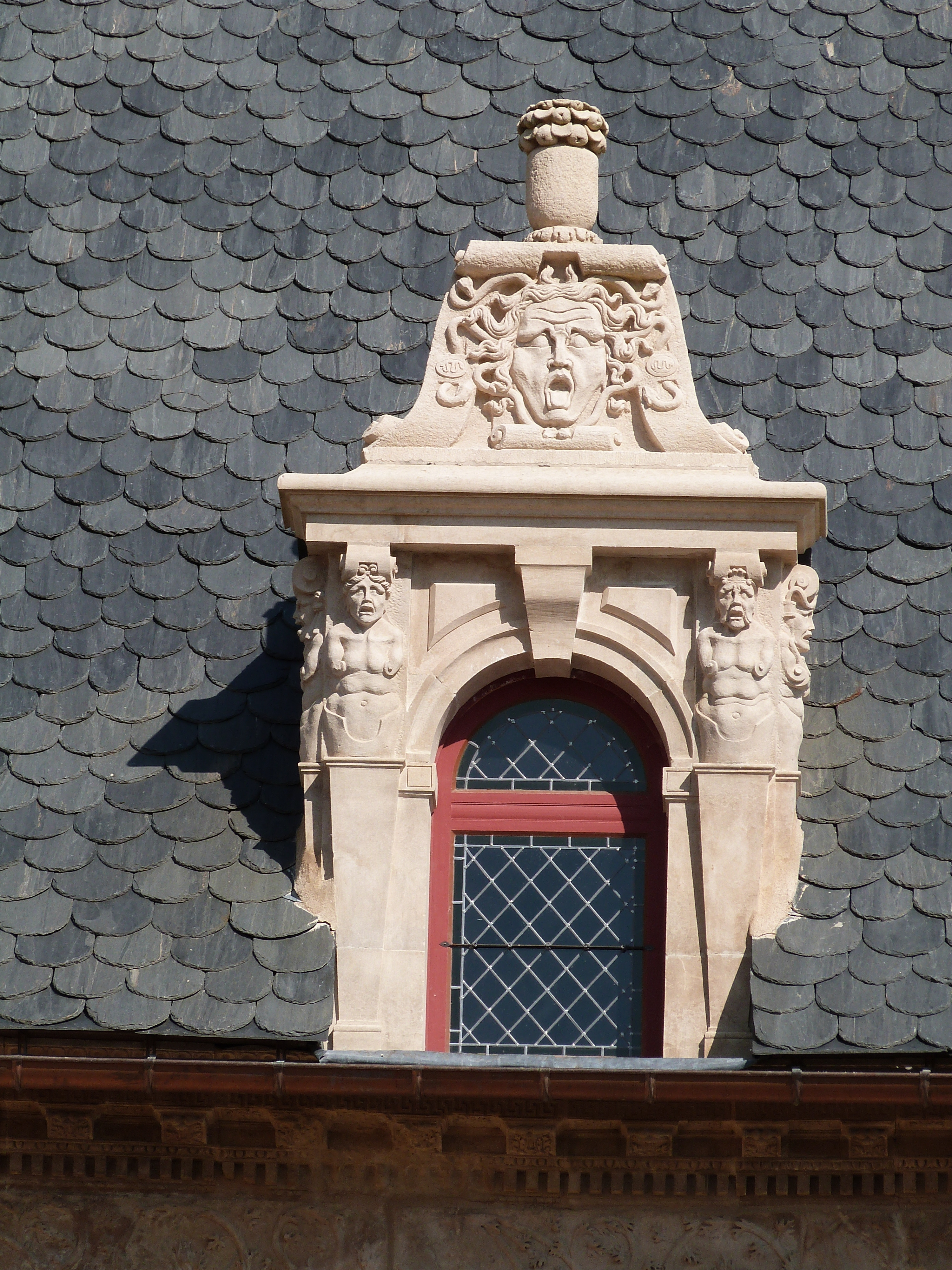
Lucarne (aile est).
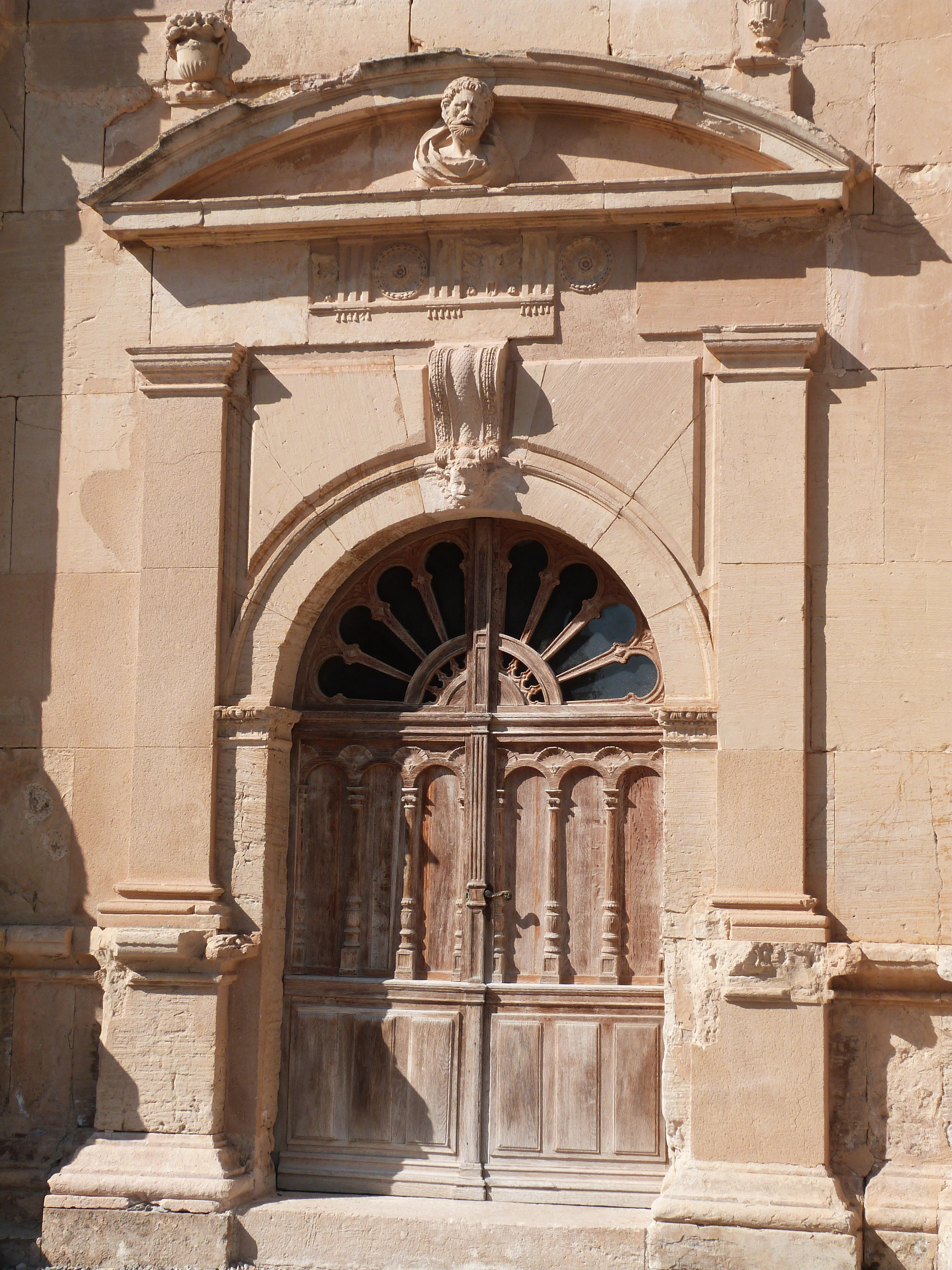
Porte d'accès (aile nord).

### Infographie
- Ghislain de Montalembert, Éric Sander et Pierre Adelstan, « Grand Trophée Dassault Histoire et Patrimoine: Bournazel, le temps de la renaissance », sur Le Figaro, 22 octobre 2021 (consulté le 23 octobre 2021)